# Mortes em setembro de 2020
Mortes em 2020: ← Janeiro – Fevereiro – Março – Abril – Maio – Junho – Julho – Agosto – Setembro – Outubro – Novembro – Dezembro →
Esta é uma relação de pessoas notáveis que morreram durante o mês de setembro de 2020, listando nome, nacionalidade, ocupação e ano de nascimento. 

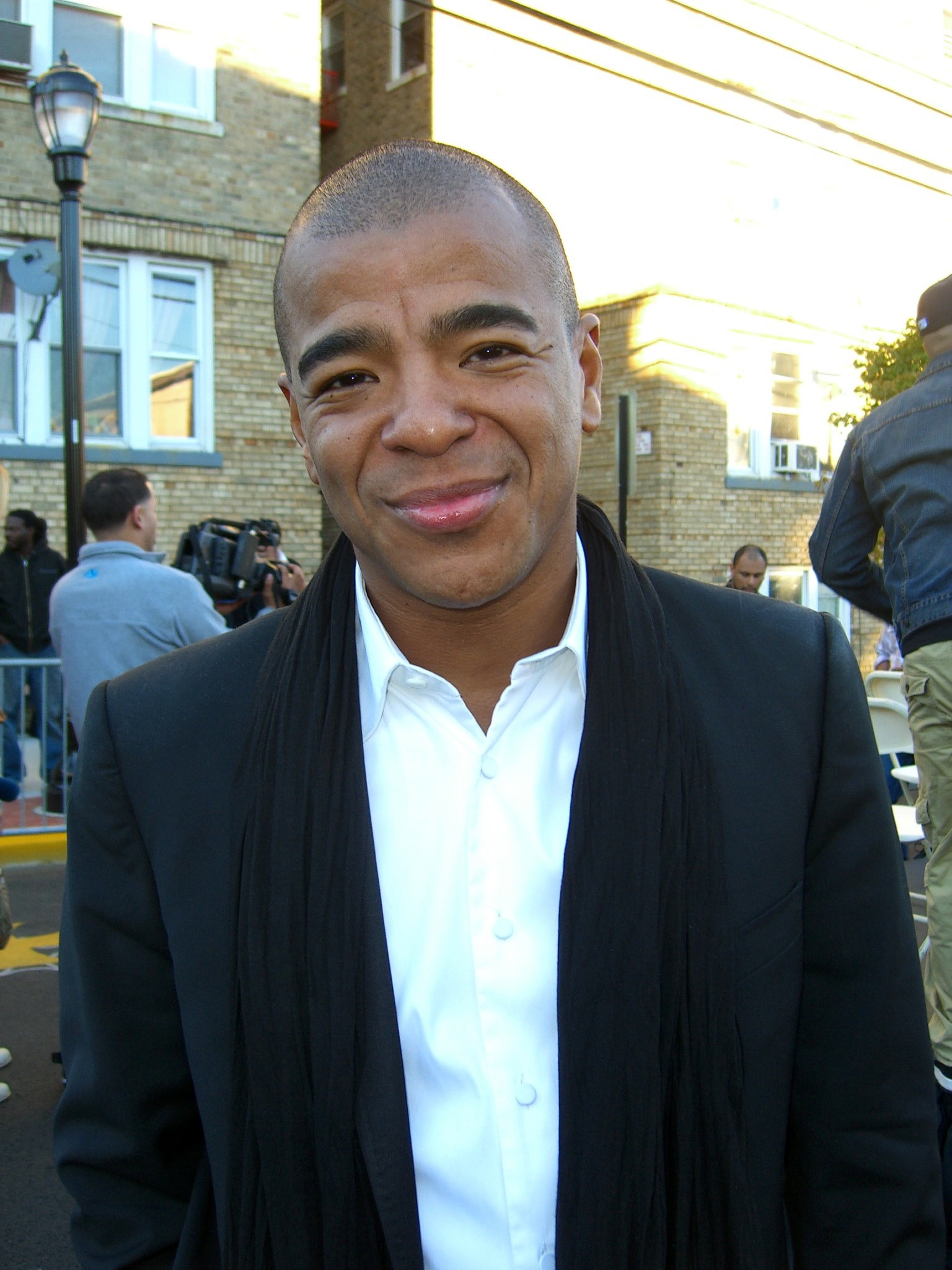
Erick Morillo, DJ e produtor musical colômbio-estadunidense.

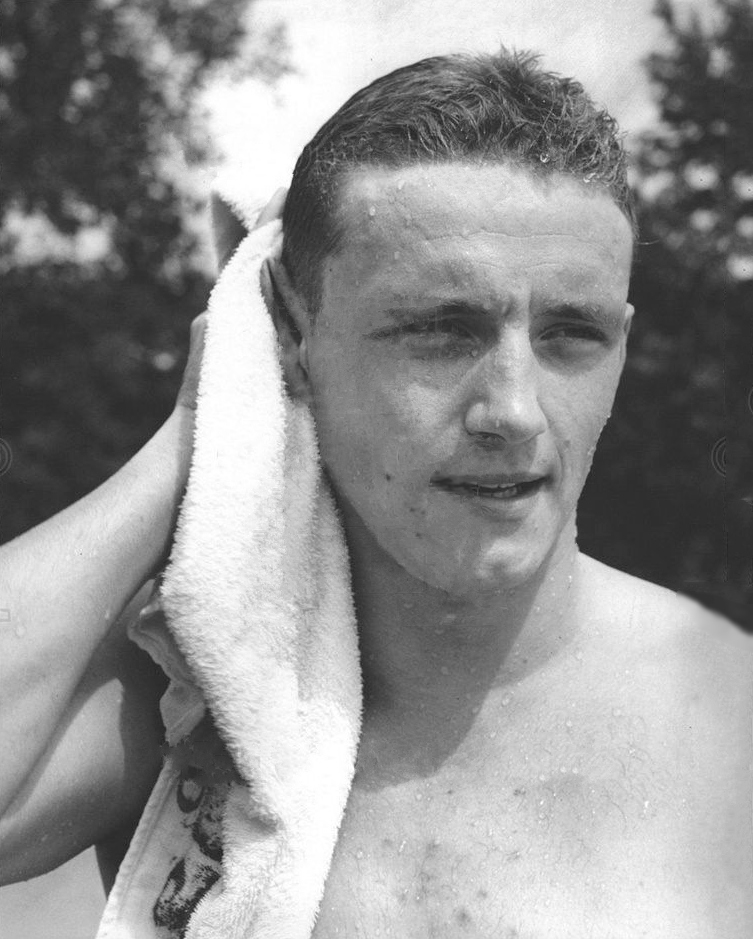
William Yorzyk, nadador norte-americano.

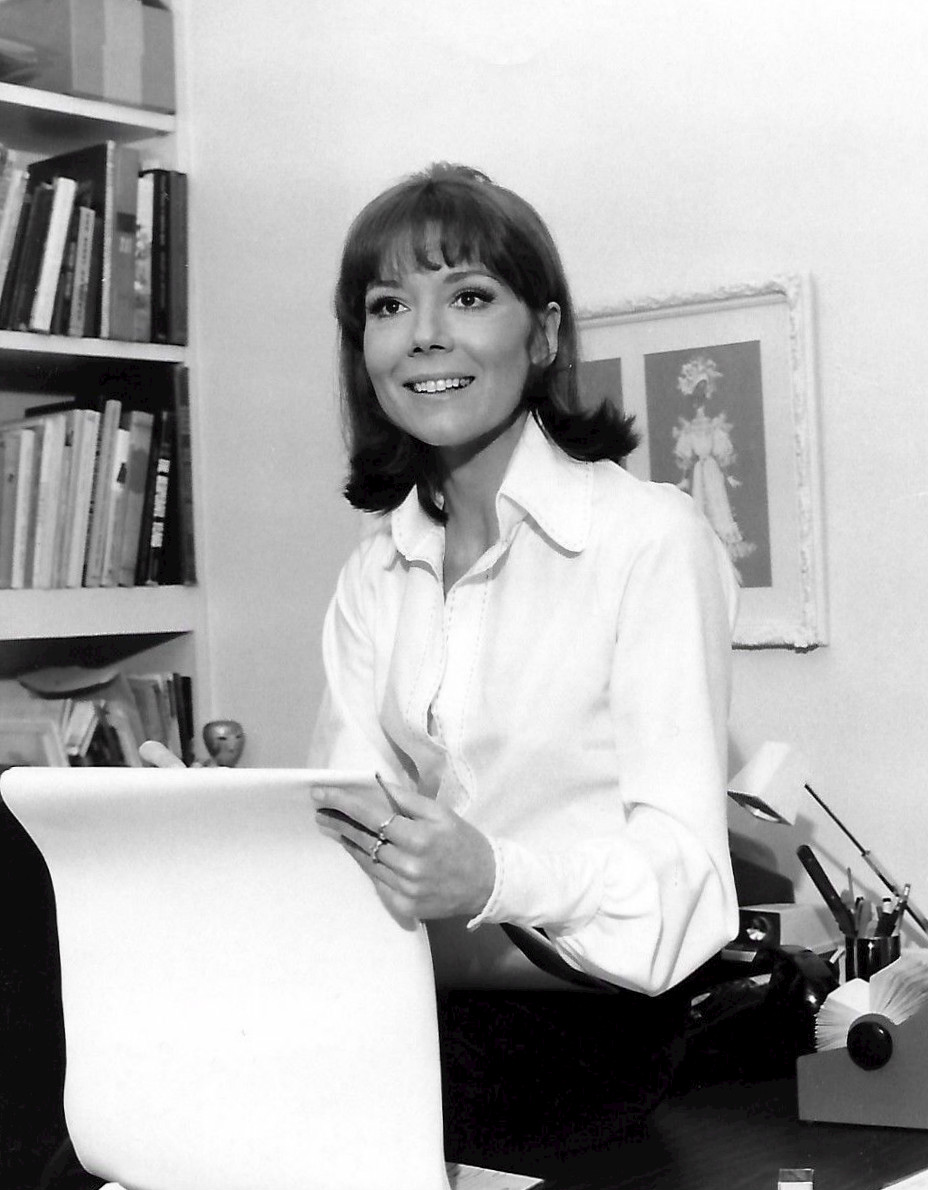
Diana Rigg, atriz britânica.

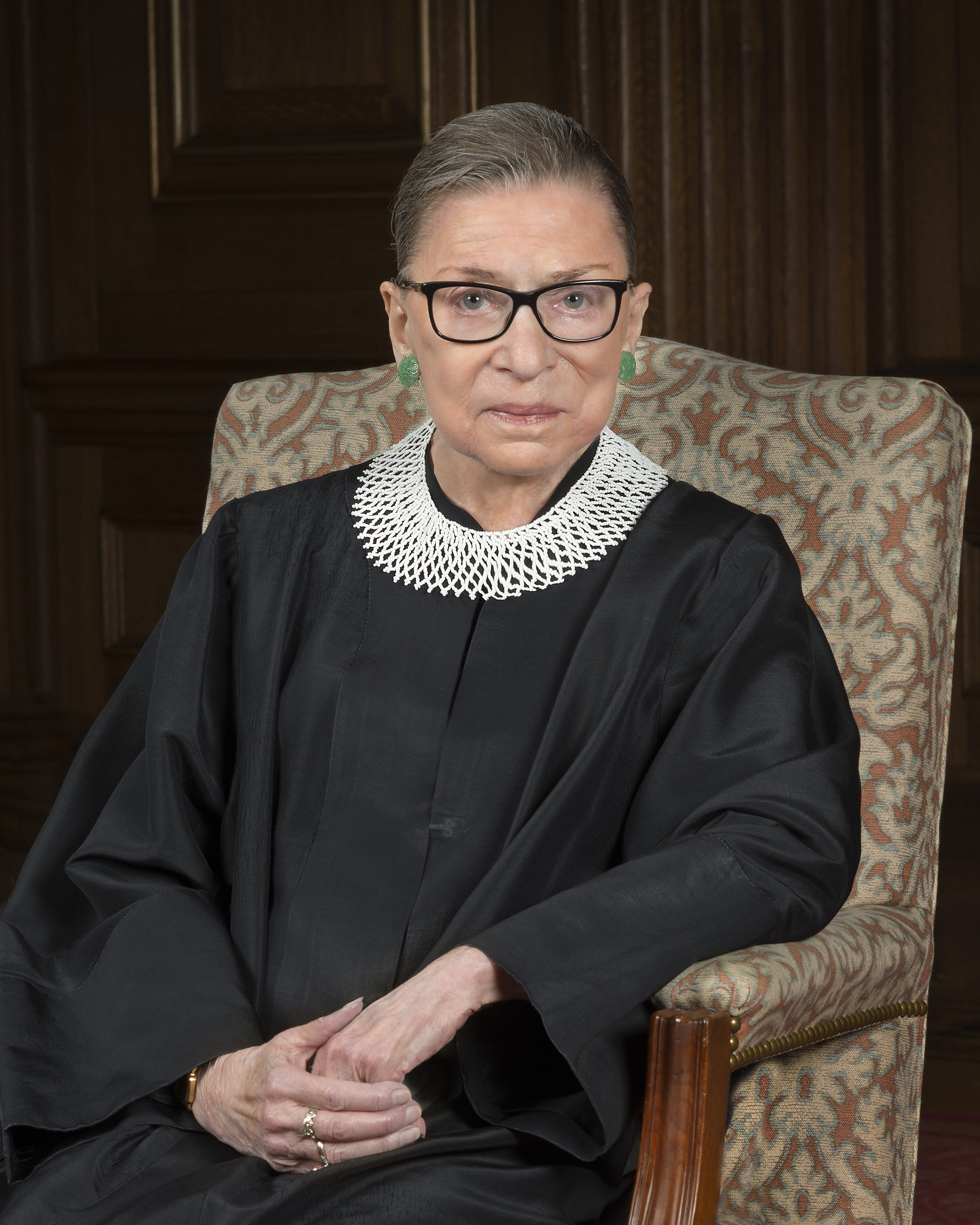
Ruth Bader Ginsburg, juíza norte-americana.

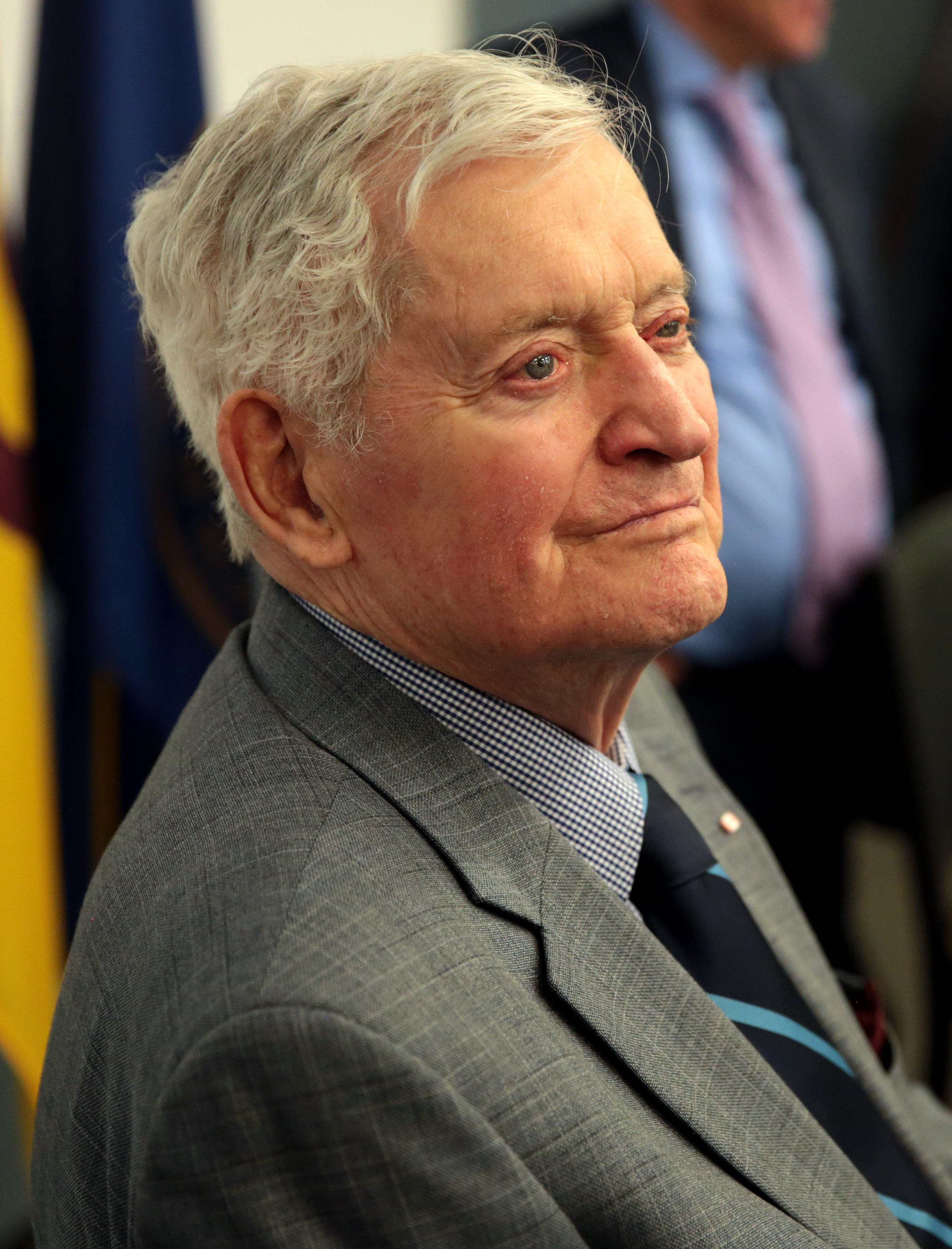
John Turner, político canadense.

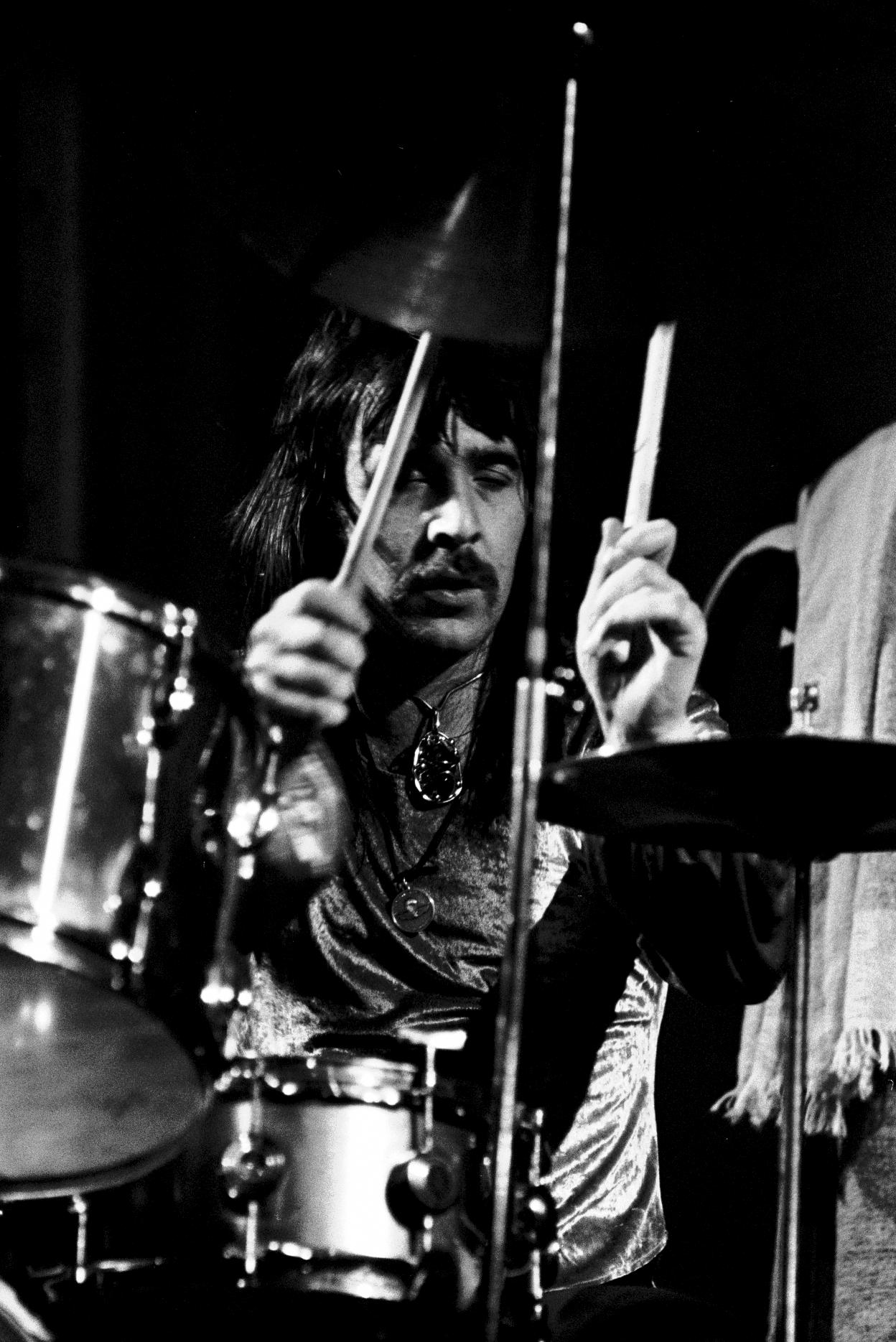
Lee Kerslake, músico britânico.

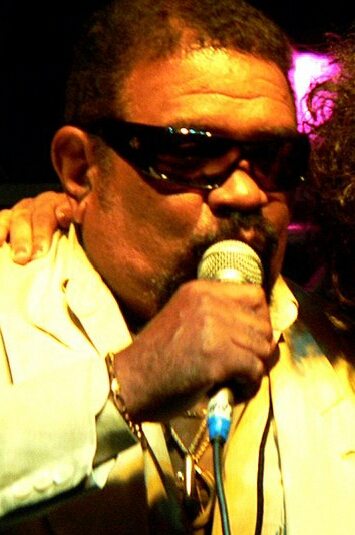
Gerson King Combo, cantor e compositor brasileiro.

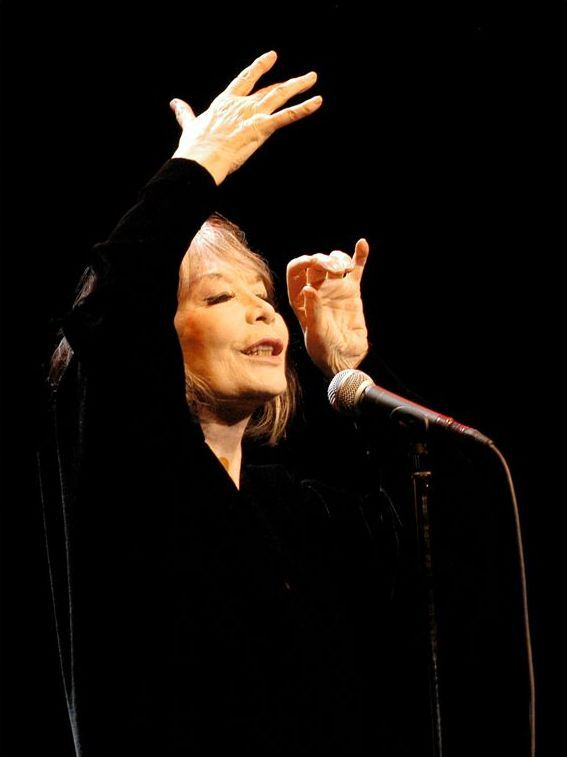
Juliette Gréco, cantora e atriz francesa.

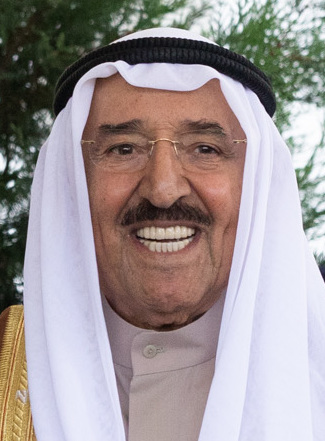
Sabah Al-Ahmad Al-Jaber Al-Sabah, emir do Kuwait.

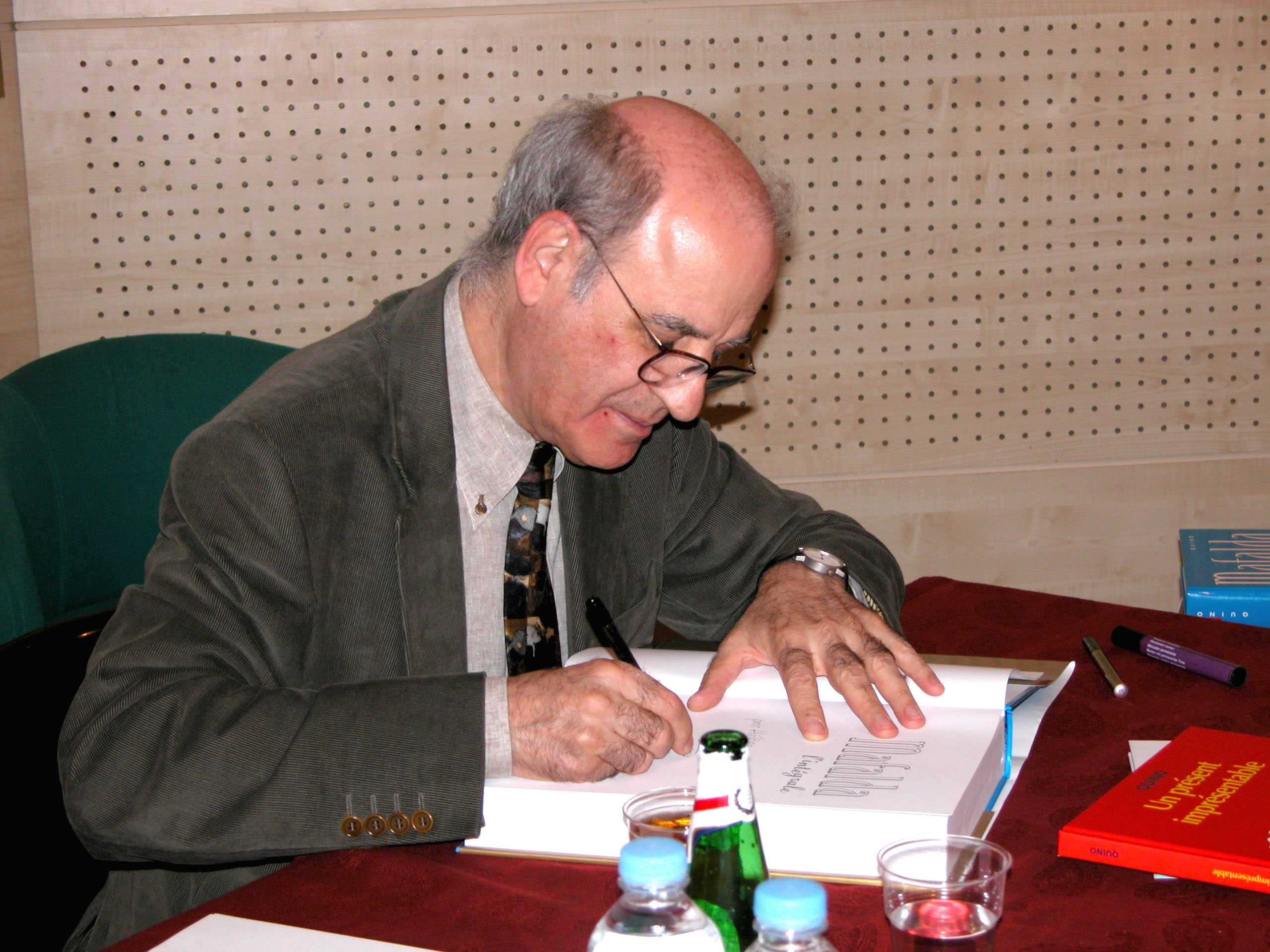
Quino, cartunista argentino.

| Dia | Nome                                    | Profissão ou motivo de reconhecimento  | Nacionalidade               | Nasc. | Ref           |
| --- | --------------------------------------- | -------------------------------------- | --------------------------- | ----- | ------------- |
| 1   | Erick Morillo                           | DJ e produtor musical                  | Estados Unidos/ Colômbia    | 1971  | [ 1 ]         |
| 1   | Délio dos Santos                        | Político                               | Brasil                      | 1924  | [ 2 ]         |
| 2   | Kang Kek Iev                            | Criminoso de guerra e líder comunista  | Camboja                     | 1942  | [ 3 ] [ 4 ]   |
| 2   | Adrianus Johannes Simonis               | Cardeal                                | Países Baixos               | 1931  | [ 5 ]         |
| 2   | William Yorzyk                          | Nadador                                | Estados Unidos              | 1933  | [ 6 ]         |
| 2   | David Graeber                           | Antropólogo e anarquista               | Estados Unidos              | 1961  | [ 7 ]         |
| 3   | Eduardo Mendes                          | Futebolista e treinador                | Portugal                    | 1962  | [ 8 ]         |
| 3   | Karel Knesl                             | Futebolista                            | Chéquia                     | 1943  | [ 9 ]         |
| 3   | Alércio Dias                            | Politico                               | Brasil                      | 1942  | [ 10 ]        |
| 3   | Juracy Pires Gomes                      | Político e médico                      | Brasil                      | 1932  | [ 11 ]        |
| 3   | Antônio de Jesus Dias                   | Político e pastor                      | Brasil                      | 1942  | [ 12 ]        |
| 3   | Kathleen Byerly                         | Militar                                | Estados Unidos              | 1944  | [ 13 ]        |
| 3   | Bernard Edelman                         | Filósofo e jurista                     | França                      | 1938  | [ 14 ]        |
| 4   | Annie Cordy                             | Atriz e cantora                        | Bélgica                     | 1928  | [ 15 ]        |
| 4   | Ajibade Babalade                        | Futebolista e treinador                | Nigéria                     | 1972  | [ 16 ]        |
| 4   | Gary Peacock                            | Contrabaixista                         | Estados Unidos              | 1935  | [ 17 ]        |
| 4   | Félix Suárez                            | Ciclista                               | Espanha                     | 1950  | [ 18 ]        |
| 4   | Mike Cooley                             | Engenheiro                             | Irlanda                     | 1934  | [ 19 ]        |
| 5   | Marian Jaworski                         | Cardeal                                | Ucrânia                     | 1926  | [ 20 ]        |
| 5   | Jiří Menzel                             | Cineasta, ator e roteirista            | Chéquia                     | 1938  | [ 21 ]        |
| 6   | Mike Sexton                             | Jogador e comentarista de pôquer       | Estados Unidos              | 1947  | [ 22 ]        |
| 6   | Vaughan Jones                           | Matemático                             | Nova Zelândia               | 1952  | [ 23 ]        |
| 7   | Berni Alder                             | Físico                                 | Estados Unidos/ Alemanha    | 1925  | [ 24 ]        |
| 7   | Alfred Riedl                            | Futebolista e treinador                | Áustria                     | 1949  | [ 25 ]        |
| 7   | Aida Kamel                              | Atriz                                  | Egito                       | 1931  | [ 26 ]        |
| 8   | Vicente Jorge Silva                     | Jornalista                             | Portugal                    | 1945  | [ 27 ]        |
| 8   | Ronald Harwood                          | Dramaturgo e roteirista                | Reino Unido                 | 1934  | [ 28 ]        |
| 9   | Shere Hite                              | Sexóloga e feminista                   | Alemanha/ Estados Unidos    | 1942  | [ 29 ]        |
| 9   | Assis                                   | Futebolista                            | Brasil                      | 1943  | [ 30 ]        |
| 10  | Diana Rigg                              | Atriz                                  | Reino Unido                 | 1938  | [ 31 ]        |
| 10  | Leen van der Waal                       | Político                               | Países Baixos               | 1928  | [ 32 ]        |
| 10  | João Evangelista Steiner                | Astrofísico                            | Brasil                      | 1950  | [ 33 ]        |
| 11  | Roger Carel                             | Ator                                   | França                      | 1927  | [ 34 ]        |
| 11  | Nadhim Shaker                           | Futebolista                            | Iraque                      | 1958  | [ 35 ]        |
| 12  | Navid Afkari                            | Lutador                                | Irão                        | 1993  | [ 36 ]        |
| 12  | Jean Cluzel                             | Político                               | França                      | 1923  | [ 37 ]        |
| 13  | Parrerito                               | Cantor                                 | Brasil                      | 1953  | [ 38 ]        |
| 14  | Sei Ashina                              | Atriz                                  | Japão                       | 1983  | [ 39 ]        |
| 14  | Ubiratã Espírito Santo                  | Futebolista                            | Brasil                      | 1955  | [ 40 ]        |
| 14  | William H. Gates                        | Filantropo                             | Estados Unidos              | 1925  | [ 41 ]        |
| 14  | Anne Stevenson                          | Poetisa e escritora                    | Reino Unido/ Estados Unidos | 1933  | [ 42 ]        |
| 15  | Momčilo Krajišnik                       | Político                               | Bósnia e Herzegovina        | 1945  | [ 43 ]        |
| 15  | Moussa Traoré                           | Político e militar                     | Mali                        | 1936  | [ 44 ]        |
| 15  | Aloysio de Andrade Faria                | Empresário                             | Brasil                      | 1920  | [ 45 ]        |
| 15  | Mykola Shmatko                          | Escultor e pintor                      | Ucrânia                     | 1943  | [ 46 ]        |
| 16  | Francisco Trois                         | Enxadrista                             | Brasil                      | 1946  | [ 47 ]        |
| 16  | Elisaldo Carlini                        | Médico, pesquisador e professor        | Brasil                      | 1930  | [ 48 ]        |
| 16  | Fernando Vieira                         | Jornalista e apresentador de televisão | Brasil                      | 1941  | [ 49 ]        |
| 17  | Ricardo Ciciliano                       | Futebolista                            | Colômbia                    | 1976  | [ 50 ]        |
| 17  | Robert Gore                             | Engenheiro e empresário                | Estados Unidos              | 1937  | [ 51 ]        |
| 17  | Hiram Silveira Lucas                    | Médico                                 | Brasil                      | 1937  | [ 52 ]        |
| 18  | Ruth Bader Ginsburg                     | Juíza                                  | Estados Unidos              | 1933  | [ 53 ]        |
| 18  | Anacleto Cordeiro Gonçalves de Oliveira | Bispo                                  | Portugal                    | 1946  | [ 54 ]        |
| 18  | John Turner                             | Político e advogado                    | Canadá                      | 1929  | [ 55 ]        |
| 19  | Lee Kerslake                            | Músico                                 | Reino Unido                 | 1947  | [ 56 ]        |
| 19  | Darvin Moon                             | Jogador de pôquer                      | Estados Unidos              | 1963  | [ 57 ]        |
| 19  | Károly Fatér                            | Futebolista                            | Hungria                     | 1940  | [ 58 ]        |
| 20  | Ephrem Mbom                             | Futebolista                            | Camarões                    | 1954  | [ 59 ]        |
| 20  | Rossana Rossanda                        | Política e jornalista                  | Itália                      | 1924  | [ 60 ]        |
| 20  | Maria Aliete Galhoz                     | Poetisa                                | Portugal                    | 1929  | [ 61 ]        |
| 21  | Michael Lonsdale                        | Ator                                   | França                      | 1931  | [ 62 ]        |
| 21  | Arthur Ashkin                           | Fisíco                                 | Estados Unidos              | 1922  | [ 63 ]        |
| 22  | Elias Maluco                            | Criminoso                              | Brasil                      | 1966  | [ 64 ]        |
| 22  | Agne Simonsson                          | Futebolista e treinador                | Suécia                      | 1935  | [ 65 ]        |
| 22  | Gerson King Combo                       | Cantor e compositor                    | Brasil                      | 1943  | [ 66 ] [ 67 ] |
| 22  | Michael Gwisdek                         | Ator e cineasta                        | Alemanha                    | 1942  | [ 68 ]        |
| 23  | Zlatko Portner                          | Handebolista                           | Sérvia                      | 1962  | [ 69 ]        |
| 23  | Road Warrior Animal                     | Lutador de wrestling                   | Estados Unidos              | 1960  | [ 70 ]        |
| 23  | Gale Sayers                             | Jogador de futebol americano           | Estados Unidos              | 1943  | [ 71 ]        |
| 23  | Juliette Gréco                          | Cantora e atriz                        | França                      | 1927  | [ 72 ]        |
| 23  | Pierre Troisgros                        | Restaurateur                           | França                      | 1928  | [ 73 ]        |
| 24  | Corine Rottschäfer                      | Modelo                                 | Países Baixos               | 1938  | [ 74 ]        |
| 24  | Capistrano Francisco Heim               | Bispo                                  | Estados Unidos/ Brasil      | 1934  | [ 75 ]        |
| 26  | Jacques Beurlet                         | Futebolista                            | Bélgica                     | 1944  | [ 76 ]        |
| 26  | John David Barrow                       | Cosmólogo, físico e matemático         | Reino Unido                 | 1952  | [ 77 ]        |
| 26  | Jimmy Winston                           | Músico                                 | Reino Unido                 | 1945  | [ 78 ]        |
| 27  | Yūko Takeuchi                           | Atriz                                  | Japão                       | 1980  | [ 79 ]        |
| 27  | Emilio Di Biasi                         | Ator e diretor teatral                 | Brasil                      | 1939  | [ 80 ]        |
| 28  | Jorge Salavisa                          | Coreógrafo                             | Portugal                    | 1939  | [ 81 ]        |
| 28  | Maynard Solomon                         | Musicólogo e produtor musical          | Estados Unidos              | 1930  | [ 82 ]        |
| 29  | Sabah Al-Ahmad Al-Jaber Al-Sabah        | Emir                                   | Kuwait                      | 1929  | [ 83 ]        |
| 29  | Helen Reddy                             | Cantora                                | Austrália                   | 1941  | [ 84 ]        |
| 29  | Wálter Machado da Silva                 | Futebolista                            | Brasil                      | 1940  | [ 85 ]        |
| 29  | Mac Davis                               | Cantor, compositor e ator              | Estados Unidos              | 1942  | [ 86 ]        |
| 29  | Timothy Ray Brown                       | Primeira pessoa curada do HIV          | Estados Unidos              | 1966  | [ 87 ]        |
| 29  | Márcia Cardeal                          | Apresentadora, atriz e professora      | Brasil                      | 1948  | [ 88 ]        |
| 30  | João Peixoto                            | Político                               | Brasil                      | 1945  | [ 89 ]        |
| 30  | Quino                                   | Cartunista                             | Argentina                   | 1932  | [ 90 ]        |